# La parisina

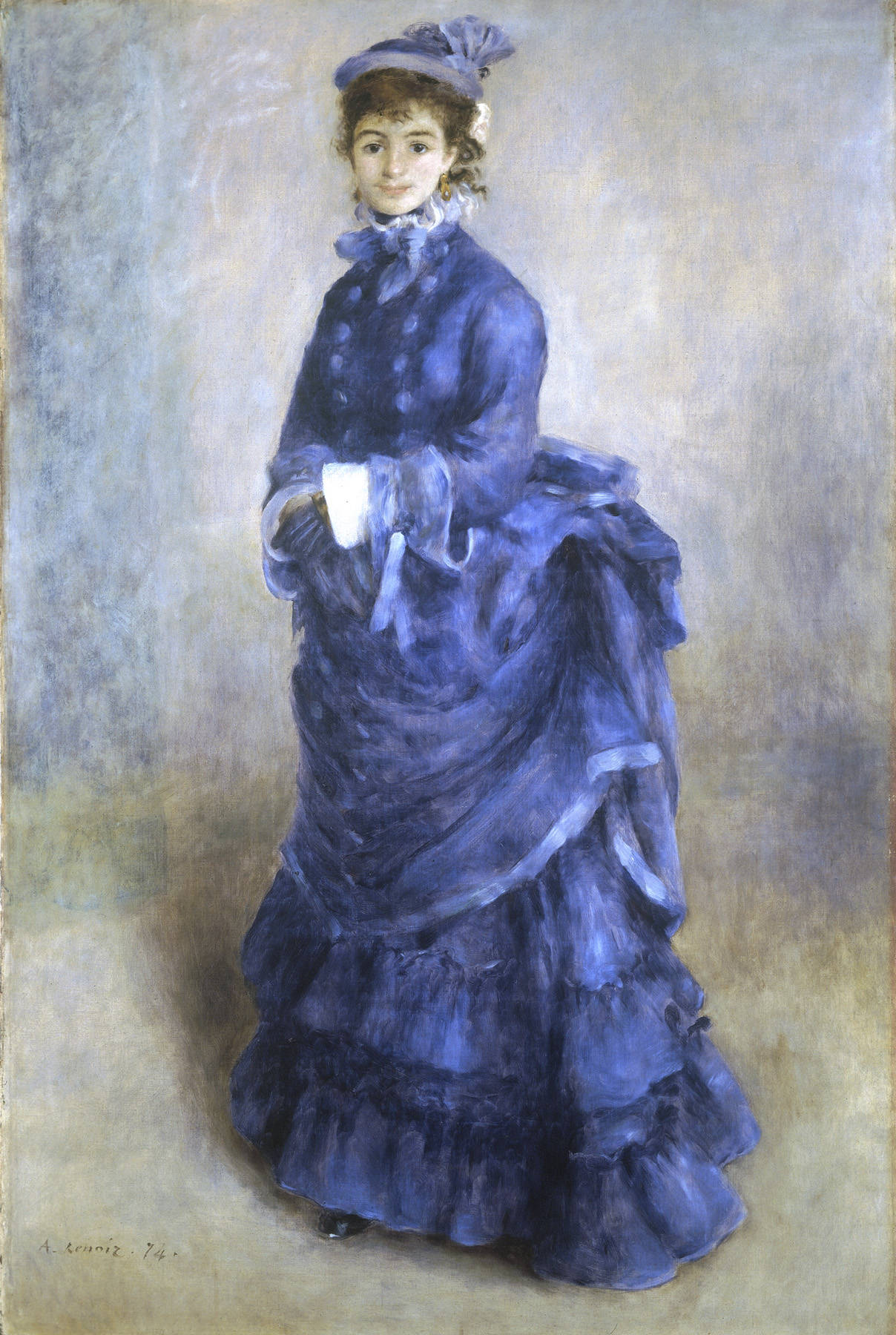
La parisina, 1874.

La parisina es una pintura al óleo del artista francés Pierre-Auguste Renoir, completada en 1874 y exhibida en el Museo Nacional de Gales, en Cardiff. El trabajo, uno de los siete que Renoir presentó en la primera exposición Impresionista en 1874, es a menudo referido como The Blue Lady y es una de las piezas principales del fondo de arte del Museo Nacional.

## Estilo
La parisina es una pintura al óleo sobre tela completada en 1874, firmada y datada por el artista abajo a la izquierda. Muestra una mujer joven llevando un vestido de un llamativo color azul intenso, con el rostro vuelto al espectador mientras se pone sus guantes. Originalmente la pintura tuvo como fondo una puerta en la parte superior izquierda y una cortina en la parte superior derecha, pero estos elementos fueron sobrepintados por Renoir antes de su primera exposición. Esto deja a la figura central casi flotando en un espacio neutro.
El fondo indistinto en azul, malva y amarillo grisáceo aparece menos repasado, que la figura central más detallada y con varias capas de pinceladas. El trabajo del cabello contra el sombrero, los pendientes y las pestañas parecen haber sido añadidos después de la pintura haber recibido su capa final de barniz.

## Respuesta crítica
Cuando fue exhibido por primera vez en 1874, bajo el título La Parisina, la pintura, como la mayoría de las otras obras expuestas aquellos días, recibió críticas variadas; aunque la mayoría de los críticos la mencionaron de pasada. El crítico Ernest Chesneau la describió como 'fracaso'. Jean Prouvaire de Le Rappel expresó sentimientos encontrados sobre la pintura:
"La punta de su botín es casi invisible, y asoma como un ratoncito negro. Su sombrero está inclinado sobre una oreja y es atrevidamente coqueto. Su vestido no revela lo suficiente de su cuerpo. No hay nada más molesto que las puertas cerradas. Es la pintura un retrato? Es algo que se debe temer. La sonrisa es falsa, y la cara es una mezcla fuerte  de lo viejo y lo infantil. Pero hay todavía algo ingenuo en ella. Uno tiene la impresión de que esta pequeña dama está tratando de parecer casta. El vestido está extremadamente bien pintado, es un azul celestial."

En 1898, mientras la pintura estaba en la colección de Henri Rouart, el artista Paul Signac describió La parisina como: 
"Una pintura grande de una mujer de azul pintada por Renoir en 1874. El vestido es azul, un azul puro intenso. El contraste hace que la piel de la mujer se vea amarillenta y el reflejo la haga verde. La interacción entre los colores está capturada admirablemente. Es sencilla, fresca y bonita. Fue pintada hace veinte años, pero uno pensaría que había venido directamente del estudio."  
Desde que se convirtió en parte de la colección del Museo Nacional de Gales en 1952, La Parisienne se convirtió en una parte importante e icónica de la colección del museo. Ann Sumner en su libro de 2005, Colour and Light lo describe como "la pintura más famosa en el Museo Nacional", mientras el museo declara que, "la pintura es considerada como una de sus exposiciones más populares".

## Historia

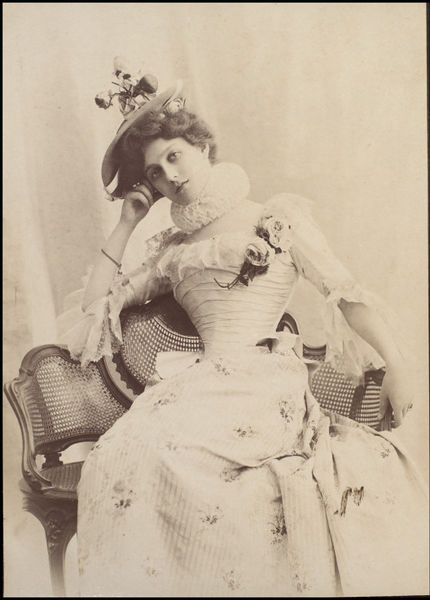
Henriette Henriot c.1900

La Parisienne fue terminada en 1874 y mostrada, junto con otras cinco pinturas al óleo y un pastel de Renoir, en el estudio de Nadar en abril de aquel año en la primera exposición impresionista. También se presentaron trabajos de Monet, Cézanne, Pissarro, Sisley y otras figuras principales del embrionario movimiento artístico.
La modelo para la pintura fue la actriz Henriette Henriot (1857–1944), que entonces contaba dieciséis años. Henriot era aun una desconocida en 1874, aunque más tarde se hizo famosa en el Teatro del Odéon y protagonizó producciones de André Antoine en el Téâtre Libre. Henriot posó para al menos otras once pinturas de Renoir, incluyendo La fuente (1875) y La página (1876).
La Parisienne fue comprada en el año de su primera exposición, en 1874. El coleccionista de arte y colega impresionista Henri Rouart pagó a Renoir 1.500 francos por la pintura, colgándola en su casa en la rue de Lisbonne en París. Rouart prestó la pintura a una exposición parisina en 1892, donde fue mostrada bajo el título La dame en bleu. Cuando Rouart murió a principios de 1912 su colección fue subastada y dispersada. La Parisienne fue vendida en París en diciembre de 1912 donde fue adquirida conjuntamente por Paul Durand-Ruel y el marchante de arte estadounidense Knoedler. Durand-Ruel vendió luego su participación de la pintura a Knoedler y el trabajo fue exhibido en la exposición de la Portrait Society en Grosvenor Square en Londres en 1913. Fue comprada en la exposición en marzo por la coleccionista de arte galesa Gwendoline Davies, que la trasladó al museo Holbourne de Menstrie en Bath. La pintura fue legada al Museo Nacional de Gales en 1952, donde permanece desde entonces. Es popularmente conocida en Gales como The Blue Lady. Está en exhibición en la galería 16 del Museo Nacional, en Cardiff.